# 天津大学校史
天津大学，前身是中国近代的第一所大学——北洋大学。天津大学办学历史百余年，仅在清末(1900,1911-1913)，抗战时期(1937-1945)由于战乱而短时期停办。

## 洋务运动与天津西式教育
19世纪60年代，清政府开展洋务运动。天津机器局，轮船招商局，津唐铁路和北洋舰队相继成立，清朝急需要各种实用人才。由此，直隶总督李鸿章的力主下，天津相继创建了北洋水师学堂，北洋电报学堂，天津军医学堂，天津武备学堂等。这些学校大多采用西式教材，多聘请外教。这些学校的建立，为日后北洋大学办学积累了经验。
然而这些学校均为中等教育，侧重于职业培训，而培养出的人才多为职业人才。1895年4月，甲午战争中国战败之后，洋务派官员检讨中国失败之教训，发现日本创建西式东京大学已经将近二十年之久，而中国竟无一所大学。马关条约签署仅仅半年之内，洋务派就急迫上书皇帝，请求办理西式大学刻不容缓。

## 学校创办与新式学堂时期

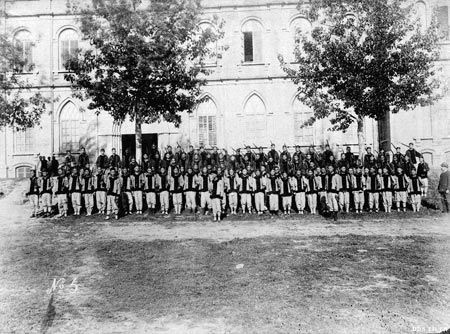
1900年代北洋大学军训

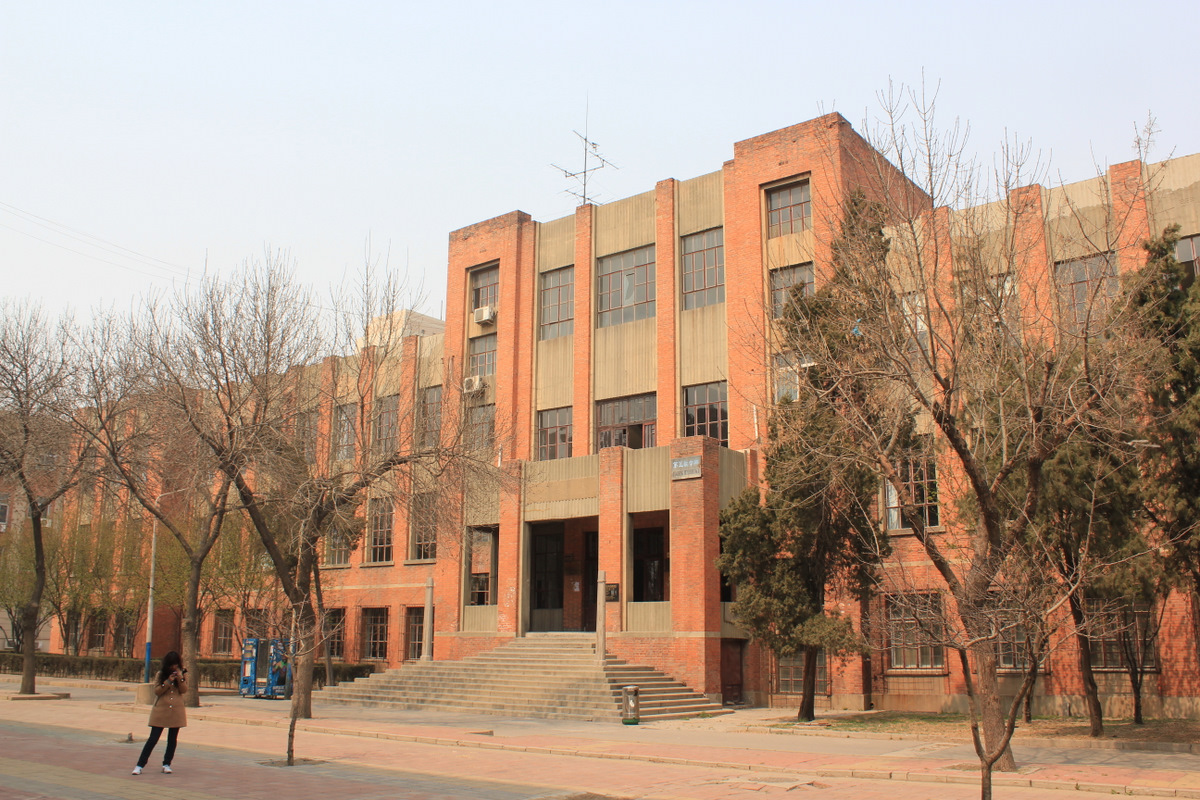
原北洋大学堂北楼

光绪二十一年八月十四日（1895年10月2日），天津海关道盛宣怀通过直隶总督王文韶，禀奏清光绪皇帝设立新式学堂。光绪帝钦准成立天津北洋西學學堂，并由盛宣怀任首任督办，校址位于天津大营门博文书院旧址。光绪二十二年（1896年），北洋西学学堂更名为北洋大学堂。
光绪二十六年（1900年）北洋的第一个毕业生王宠惠在北洋大学堂法律系毕业，获“钦字第一号考凭”，即北洋大学堂的第一份毕业文凭。光绪二十九年（1903年）北洋大学堂分设法律、土木工程、采矿冶金三个学门，后应外交需要附设法文班、俄文班，光绪三十三年（1907年）开办师范科，至此北洋大学已成为包括文、法、工、师范教育诸科，初具综合性的新式大学。

## 国立北洋大学时期
1913年改称国立北洋大学，1919年原采矿冶金学门又分为采矿学门、冶金学门。1914年-1920年，赵天麟任校长，提出“实事求是”的校训。1917年，国民政府教育部对北洋大学与北京大学进行科系调整，北洋大学改为专办工科，法科移并北京大学，北洋大学进入专办工科时代。从1920年6月起，北洋大学专办工科，设有土木、采矿、冶金三学门。

## 国立北洋工学院时期
1928年国民政府在教育上试行大学区制时被“降格”为“北平大学第二工学院”，1929年大学区制废止后又称为“国立北洋工学院”；后学门改称系，至1935年北洋工学院设有矿冶、土木、机械、电机共四个系（内分七个工程组）；为了提高学术及技术水平，北洋工学院于1933年开始成立研究所。

## 校祚中断与三工连理时期
1937年7月7日，抗日战争爆发。同年7月30日，天津沦陷。在抗战时期北洋工学院在天津停办，而此时的北洋主要由三所异地的工科院校坚持办学而继承，它们是国立西北工学院(陕西城固县古路坝)、泰顺北洋工学院(浙江泰顺县)和北洋工学院西京分院(陕西西安市)。在天津大学校史上被称为‘三工连理 薪火相承’时期。
1937年9月10日，国民政府教育部下令“以北平大学、北平师范大学、北洋工学院和北平研究院等院校为基干，设立“西安临时大学”，学校分布陕西省城固、南郑、勉县等地。西安臨時大學於1938年3月分出國立西北工學院、國立西北農學院、其余部份改稱國立西北聯合大學。北洋工学院事实上停办。
1941年10月，中国工程师学会及各专门工程学会在贵阳举办联合年会。年会之时，各届北洋校友就复校事宜进行了磋商，会谈决定在呼吁恢复国立北洋工学院的同时，筹设私立北洋工学院，由全国北洋校友共同筹办，国民政府行政院于1942年12月将浙江省立英士大学工学院划出，独立为国立北洋工学院，任陈荩民为代理院长，因工学院地处浙江泰顺百丈口镇，故称“泰顺北洋工学院”。与之相呼应，李书田于1944年春在西安筹建了北洋工学院西京分院。

## 国立北洋大学复校时期
1945年8月，日本投降，天津收复。北洋各地校友向教育部提出了恢复国立北洋大学的要求。1946年初，教育部正式下令恢复国立北洋大学，着力在天津西沽北洋大学原址复校。此后，泰顺北洋工学院、北洋工学院西京分院、国立西北工学院和北平部（理学院院长陈荩民接受“北平臨時大學補習班第五分班”，建立国立北洋大学北平部）四校师生先后返津参加复校。
1948年下半年，国共内战战局对国府日趋不利，时教育部寄来一笔费用，要求北洋大学南迁。然因各种因素，北洋大学未能南迁。天津战役前夕，北洋大学校长张含英留校，工学院院长李书田离开学校，最终前往台湾。

## 与河北工学院短暂合并时期
1949年11月起，北洋大学隶属中华人民共和国教育部领导。1951年9月，河北工学院并入北洋大学并更名为天津大学（1958年，河北工学院复校）。
1952年全国高校院系调整中，南开大学、津沽大学工学院，清华大学、北京大学、燕京大学、唐山铁道学院的化学工程系，北京铁道学院的建筑工程系等院系并入天津大学；天津大学数学系、物理系并入南开大学。此后，从天津大学调出的科系还有：
- 抽调地质组参与组建北京地质学院，现为中国地质大学；
- 抽调冶金系、采矿系金属矿组为主体组建北京钢铁学院，现为北京科技大学；
- 抽调采矿系采石油组并入清华大学石油工程系，现为中国石油大学；
- 抽调航空系并入清华大学航空学院，现为北京航空航天大学；
- 抽调采矿系采煤组至中国矿业学院，现为中国矿业大学；
- 抽调水利系农田水利及土壤改良专业至武汉水利学院(今武汉大学水利水电学院)；
- 抽调土木工程系测量专业至武汉测绘学院(今武汉大学测绘学院)；
- 矿冶工程系调唐山成立河北矿冶学院，现为河北联合大学；
- 纺织工程系调出成立河北纺织工学院，现为天津工业大学）；
- 化学工程系造纸专业调往天津轻工业学院，现为天津科技大学；
- 抽调电信系为主体组建北京邮电学院,现为北京邮电大学。

1952年全国高校院系调整中，天津大学调从综合型大学调整为中国实力最强的多科性工业大学之一。经过院系调整后，天津大学迁入南开区七里台新校址，下设机械工程系、电力工程系、电信工程系、土木建筑工程系、化学工程系、纺织工程系、水利工程系7个工科系，20个专业和13个专修科，另设化工研究所和石油工业学校。此后，经过几年的发展，天津大学已逐步形成为多科性工业大学格局，并建成了全国规模最大的多科性工业大学之一。1957年，曾有人提出过恢复“北洋大学”校名，但提议者被划成右派，此事便作罢。

## 天津大学时期
1958年又从天津大学抽调力量重新组建河北工学院（后发展为河北工业大学）。
因此，中国地质大学、北京科技大学、中国石油大学、北京航空航天大学、中国矿业大学、天津工业大学、北京邮电大学、河北工业大学等知名高校，均与北洋大学有较深的历史渊源。

1959年，天津大学被中共中央、国务院指定为首批16所国家重点大学之一。1966年，天津大学设有无线电电子工程、光学与精密仪器、水利工程、机械制造工程、动力与自动化工程、土木建筑工程、化学工程等7个系、38个专业。“文革”期间，学校正常的教学、科研工作受到了极大的冲击，影响了学校事业的正常发展。

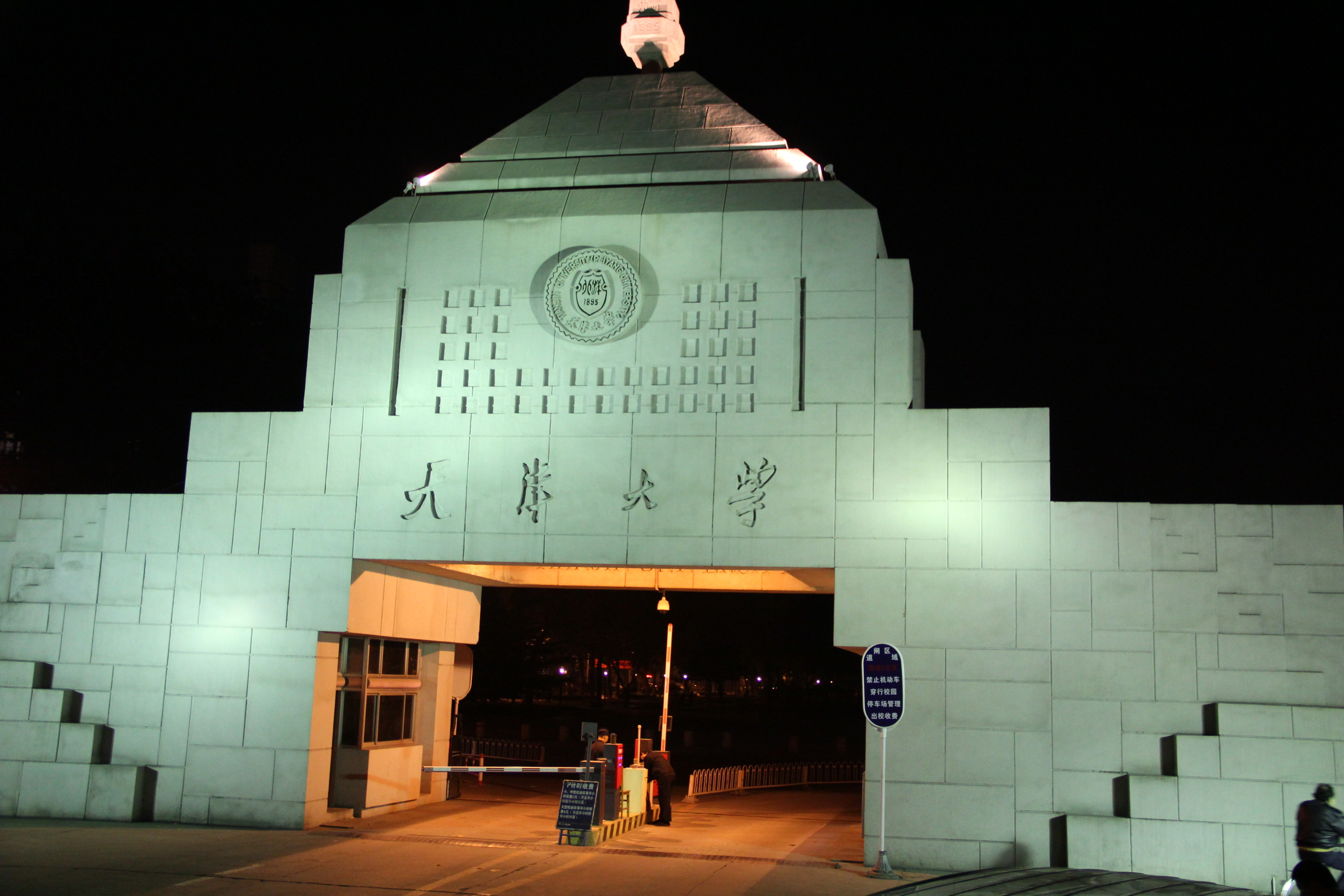
天津大学校门夜景

1984年12月，天津大学成立研究生院，是中国大学中最早成立的研究生院之一。1995年5月通过211工程部门预审，成为中国首批建设的重点大学之一。1995年10月2日，天津大学(北洋大学)百年校庆大会隆重召开。2000年12月，教育部和天津市人民政府签订共建协议，天津大学成为国家在21世纪重点建设的若干所国内外知名高水平大学之一。

新校区在海河教育园的位置

2010年3月，教育部和天津市人民政府签署共建协议支持天津大学新校区建设。2013年6月3日中国人民武装警察部队后勤学院与天津大学合作共建天津大学医学院（武警后勤学院医学部）；双方还将在多方面开展实质性合作。